# Pietro Ismaeli
Pietro Ismaeli o Ismaele, talvolta riportato come Pietro II di Sutri (in latino Petrus Hismael; ... – dopo il 1230), è stato un vescovo cattolico e abate italiano.

## Biografia
Già abate del monastero romano dei Santi Andrea e Gregorio al Celio, Pietro Ismaeli venne nominato vescovo di Sutri verso la fine del 1200 da papa Innocenzo III, del quale era stato maestro.
Sembra fosse tenuto in grande considerazione dai suoi contemporanei: il vescovo di Viterbo, Raniero, scrisse infatti un breve componimento in latino per celebrarne la consacrazione episcopale, e nei primi anni del suo episcopato il nuovo vescovo sutrino fu invitato a partecipare alla consacrazione di numerose chiese in tutto il territorio della Tuscia. Sotto di lui, la cattedrale diocesana venne restaurata e ampliata, per essere poi riconsacrata dal pontefice in persona nel 1207.
Nel 1211 venne sospeso dal papa, insieme ai vescovi di Civita Castellana, Orte e Nepi, per aver proceduto all’ordinazione di alcuni chierici francesi senza la prescritta autorizzazione. Tuttavia deve essere stato successivamente reintegrato, dato che partecipò al concilio lateranense del 1215 e nel 1217 il cardinale Raniero Capocci lo nominò coadiutore del vescovo Raniero di Viterbo.
Nell 1229 fu eletto arcivescovo di Cagliari dai canonici locali; tuttavia papa Gregorio IX annullò l'elezione per irregolarità e ordinò a Pietro di restare a Sutri.
L'ultima menzione del vescovo Pietro risale al 18 ottobre 1230. Il suo nome appare in un'iscrizione scoperta nella cattedrale di Civita Castellana, all'epoca del vescovo Sante Lanucci (1748-1765), in occasione dell'invenzione delle reliquie dei santi Giovanni e Marciano, in un altare della chiesa.
Le date del termine del suo episcopato e della sua morte sono ignote.